# Атражье
Атра́жье (бел. Атражжа) — деревня в составе Горбовичского сельсовета Чаусского района Могилёвской области Белоруссии.

## История
До 2013 года в составе Каменского сельсовета.

## Население

### Численность
- 2009 год — 58 человек

### Динамика
- 2009 год — 58 человек